# Bärner Fasnacht

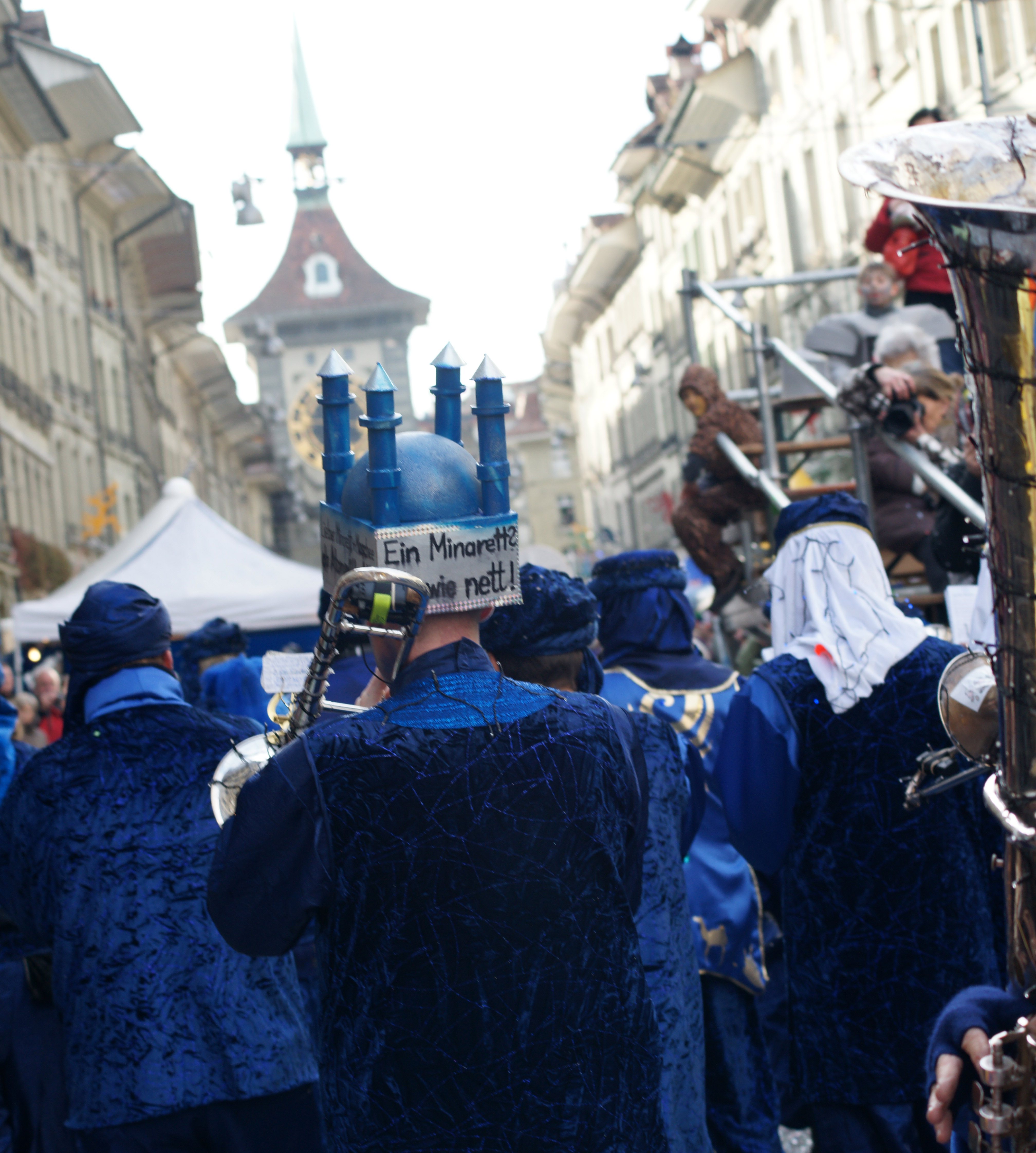
Bärner Fasnacht (2010)

Die Bärner Fasnacht findet seit 1982 jährlich statt. Älteste Belege für die historische Fasnacht in Bern finden sich in der ersten Hälfte des 15. Jahrhunderts.

## Bärner Fasnacht heute
Die Bärner Fasnacht ist nach der Basler und der Luzerner Fasnacht die drittgrösste Veranstaltung dieser Art in der Schweiz. Der Auftakt beginnt am 11. November um 11.11 Uhr auf dem Bärenplatz. Zu diesem Zeitpunkt wird der Bärner Fasnachtsbär für seine Winterruhe in den Käfigturm eingeschlossen. Dieser Anlass wird von verschiedenen Guggenmusiken aus der Stadt Bern und Umgebung begleitet. Bis zum eigentlichen Fasnachtsbeginn bleibt das grosse Vorhängeschloss an einem Turmfenster für alle ersichtlich. Am Donnerstag nach dem Aschermittwoch wird die Fasnacht in Bern beim Käfigturm mit der Bärenbefreiung und der anschliessenden „chüblete“ eröffnet. Dabei wird der Fasnachtsbär geweckt und aus seinem Käfig befreit. Nach diesem Spektakel treibt die Bärner Fasnacht ihr buntes Wesen vor allem in den Gassen der Altstadt. Neben fast 50 Guggenmusiken, verschiedenen Tambouren- und Pfeiffergruppen gibt es verschiedene Schnitzelbänkler und Theatergruppen, die ihre Darbietungen öffentlich zeigen. Musikalisch ist die Bärner Fasnacht vom Saxophon geprägt. Am Freitagnachmittag findet die Kinderfasnacht mit einem Umzug zur Bärenfasnacht mit verschiedenen Angeboten beim Berner Münster auf der Plattform statt. In der Freitagnacht treffen sich auf dem Berner Münsterplatz (bis 2011 am Ratshäxplatz, resp. dem Rathausplatz) alle Hexen zu der „Häxefasnacht“. Am Samstagmorgen werden auf verschiedenen Podesten in der unteren Altstadt Schnitzelbänke, poetische Darbietungen und das Gassen-Fasnachtstheater „Jä Täll – so geit's!“ vorgetragen. Am Samstagmittag treffen sich auf dem Schmiedeplatz die Bassisten der Guggenmusiken zum „Bassisten-Kongress“ und lassen mit ihren Tubas und Sousaphons die Berner Altstadt vibrieren. Am Samstagnachmittag erfolgt vor grossem Publikum der Umzug und das anschliessende Monsterkonzert mit vielen verschiedenen Guggenmusiken. Am Sonntag endet die Bärner Fasnacht nach drei intensiven Tagen.
Der Bärner Fasnachtsverein erhielt am 21. August 2007 von der Burgergemeinde Bern den mit 100'000 Schweizer Franken dotierten Kulturpreis und wurde damit für das „unbeirrte Engagement und den Ideenreichtum“ geehrt.
2020 wurde der Anlass infolge der Coronapandemie nach einem Tag abgebrochen. 2021 fand der Anlass aus gleichem Grund nicht statt und wurde 2022 in einer coronakonformen Version wieder durchgeführt.

## Geschichte

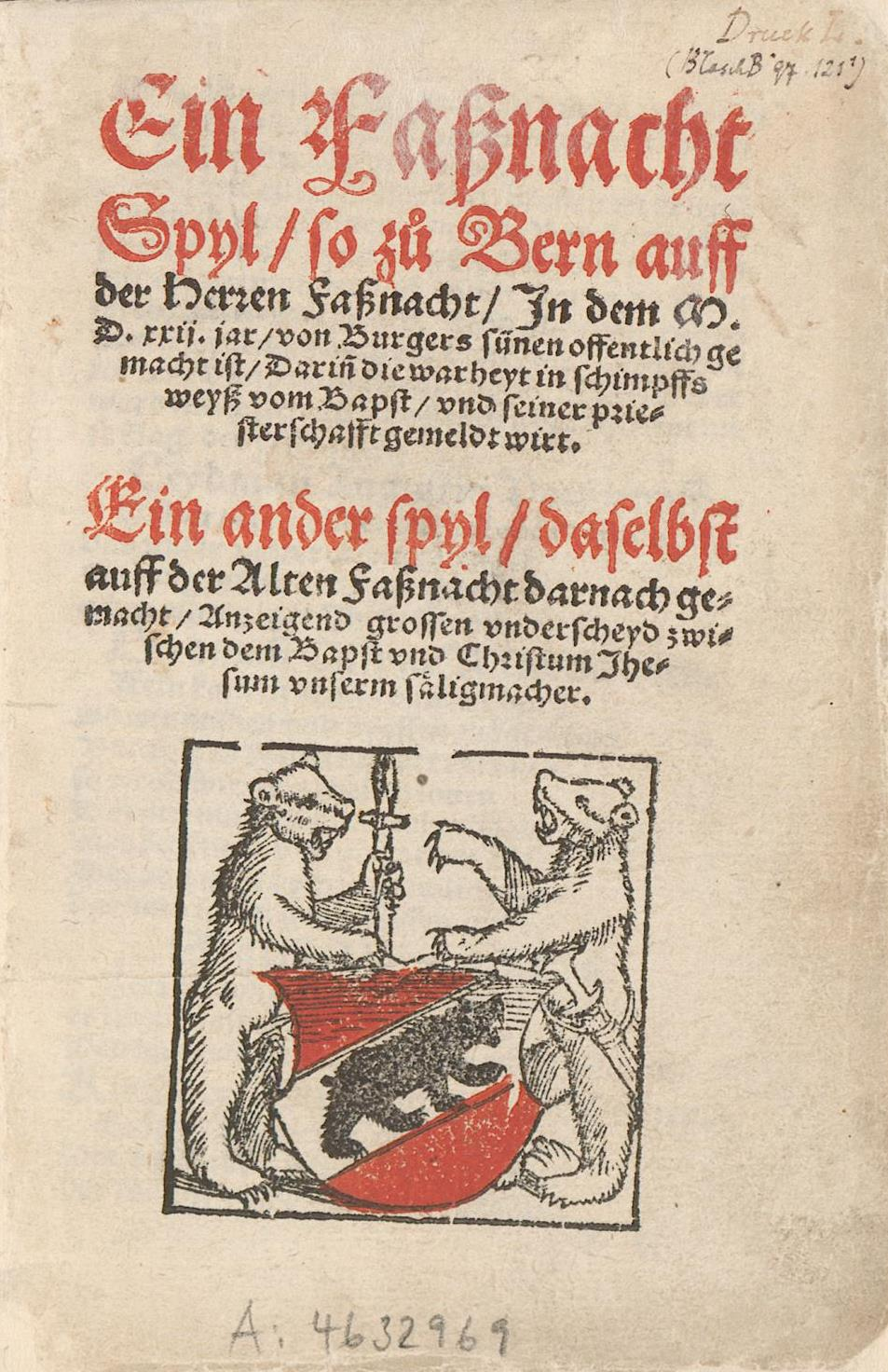
Ein Fassnacht-Spyl so zu Bern 1522 gemacht, von Niklaus Manuel, Titelblatt

In den Quellen werden Fastnachtsspiele und -umzüge, Narrengerichte, Strassentheater, Fasnachtsfeiern, Spielleute und Masken erwähnt. Der älteste bekannte Bericht von Fasnachtsgeschehen in Bern stammt aus dem Jahre 1416, als die Obrigkeit gegen das Fleischbetteln vermummter Handwerksgesellen in Begleitung von Spielleuten sowie allgemein gegen das Verkleiden einschritt. Ab 1461 werden gegenseitige Besuche der eidgenössischen Orte erwähnt. So wurden 1461 Eidgenossen aus Uri, Schwyz, Unterwalden und Luzern sowie Bürger aus Freiburg und Solothurn ganz offiziell zum Mitfeiern nach Bern eingeladen. 1506 besuchten dann Zürcher, Basler und Solothurner die Berner Fasnacht. Wiederum besuchten Burger von Bern 1470 die Fasnacht von Luzern und 1497 jene von Schwyz und Unterwalden. Diese gegenseitigen Einladungen zeigen, dass es sich bei der Berner Fasnacht um ein beachtliches Ereignis gehandelt haben muss. Die Fasnachtsfeindlichkeit der bernischen Obrigkeit verstärkte sich in der Reformationszeit. Die Reformatoren erachteten die Fasnacht als papistisch, heidnisch und unsittlich. Mit dem Verbot der Fasnacht verlegten sich vermutlich fasnächtliche Elemente auf die bis 1798 jährlich veranstalteten Ostermontagsumzüge. In der Zwischenkriegszeit wurden Anstrengungen um die Wiederbelebung der Fasnacht in Bern unternommen. Es entstanden Fasnachtszeitungen, welche bei der Bevölkerung kaum Anklang fanden. In den 1970er Jahren hat es erneut vereinzelte Versuche gegeben, eine Berner Fasnacht zu etablieren. Mit der Gründung des Verein Bärner Fasnacht (VBF) im Jahr 1982 gelang dies erfolgreich unter Martin Vatter.

### Fasnachtsspiele
Im politischen Umfeld der Reformation bildeten die Fasnachtsspiele und -umzüge einen Höhepunkt der Berner Fasnacht. So fand 1521 ein grosser satirischer Umzug statt, der den Kaiser und den Papst derart bissig verspottete, dass sich der Sittener Kardinal Matthäus Schiner öffentlich empörte und den Bernern mit der göttlichen Strafe drohte. 1523 wurden zwei weitere bedeutende Fastnachtsspiele aufgeführt. Auch diese beiden Darbietungen bedeuteten einen direkten Angriff auf den Papst, die katholische Kirche sowie deren bernischen Anhänger. So wurden am 15. Februar 1523 auf der zentral gelegenen Berner Kreuzgasse das farbenprächtige und aufwendige Fasnachtsspiel von Niklaus Manuel Vom Papst und syner Dienerschaft gezeigt. Darin wurden am Beispiel eines verstorbenen reichen Bauern die Geldgier und Korruption der damaligen katholischen Kirche angeprangert und verspottet. Während des Spiels wurde der Papst sogar als „Antichrist“ bezeichnet. Drei Tage später, am Aschermittwoch, wurde dann der römische Ablass unter Absingen des satirischen Bohnenliedes in einer Art Prozession durch Berns Gassen getragen und verspottet. Am darauffolgenden Sonntag, 22. Februar 1523, fand dann das zweite Fasnachtsspiel Der grosse Unterschied zwischen dem Papst und Christum Jesum statt. In diesem Spiel begegneten sich in zwei sich kreuzenden Zügen der Papst mit seinem kriegerischen Gefolge, dem auf einem Esel reitenden Jesus, dem die armen und mancherley bresthaften Jünger nachfolgten. Um solche Ereignisse zu vermeiden, wurde 1524 in Bern ein Gesetz gegen die Fasnacht erlassen; jedenfalls konnte 1525 ein weiteres Fasnachtsspiel Der Ablasskrämer von Niklaus Manuel nicht mehr aufgeführt werden. Nachdem 1528 die Reformation in Bern eingeführt worden war, wurden zu Beginn dieser neuen Epoche nur noch zwei Fasnachtsspiele aufgeführt: 1530 das sozialkritische Spiel Elsi Tragdenknaben des Baslers Thomas Wolff und 1531 das moralisierende, gegen die katholische Kirche gerichtete Spiel des städtischen Gerichtsschreibers Hans von Rüte.

### Hirsmontag
Der Hirsmontag war ein fester Bestandteil der alten Berner Fasnacht. Hirse gehörte bis ins 16. Jahrhundert zu den Hauptnahrungsmitteln der einfachen Bevölkerung. Zu Beginn der Fastenzeit wurde am Hirsmontag öffentlich Hirsebrei an die arme Bevölkerung verteilt. Dieser Tag galt als fasnächtlicher Festtag. Angesehene und wohlhabende Bürger stifteten neben dem Brei auch eine Tanne oder ein Fass Wein. Die „Tannenfuhr“ wurde mit Tänzen und theatralischen Darbietungen und mit einem bunten Umzug verbunden. An diesem Umzug waren der Bär oder der Bärenhautträger, Wilhelm Tell, die drei Bundesbrüder, der Eselsdoktor, der „Chudermann“ und der „Mieschmann“ wichtige Figuren. Beliebte Themen der damals aufgeführten Strassentheater bildeten die Geschichte um David und Goliath, der Apfelschuss von Wilhelm Tell sowie die Schlacht bei Murten. Bis gegen Ende des 18. Jahrhunderts wurde in Bern der Hirsmontag gefeiert, ein Hirsnarr gewählt und dieser mit einem Hirschgeweih gekrönt. Deshalb wurde der Hirsmontag manchmal auch Hirschmontag genannt.

### Ostermontagsumzüge

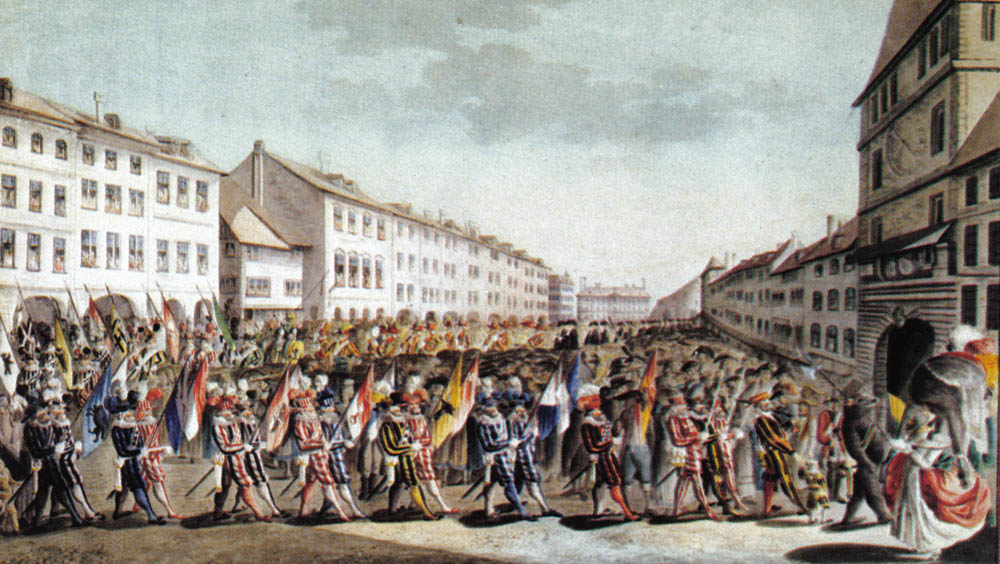
Umzug des Äusseren Standes auf dem Waisenhausplatz, ganz rechts im Bild der Hurispiegel (1785)

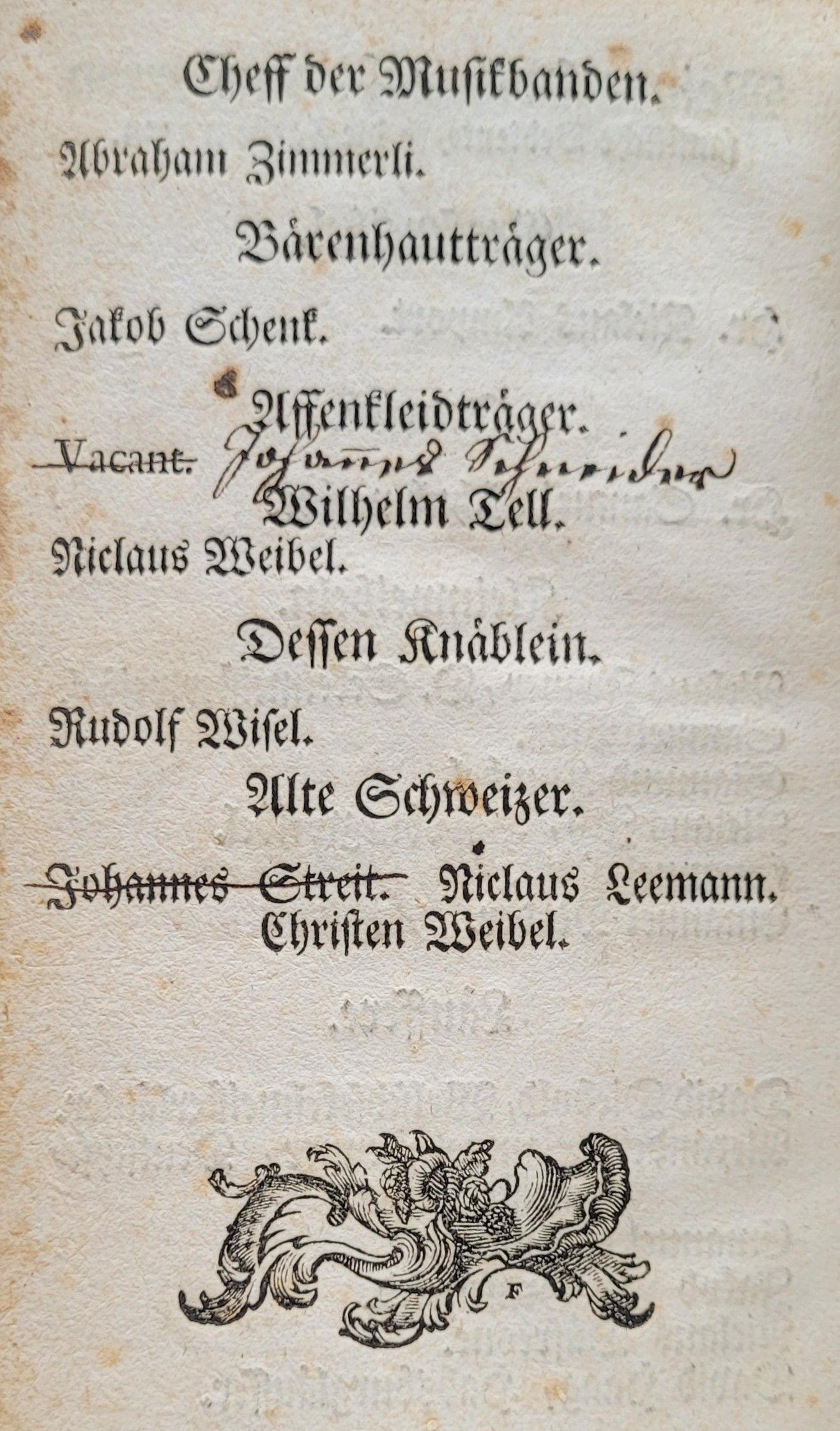
Liste der Amtsinhaber der Positionen Chef der Musikbande, Bärenhautträger, Affenkleidträger etc., in der Verfassung des hochloblichen Aussern Stands der Stadt Bern [...] (1764)

Fasnächtliche Elemente haben sich im Rahmen der Ostermontagsfeierlichkeiten erhalten. Am Morgen des Ostermontags begannen die offiziellen Ostermontagsfeiern mit dem zeremoniellen Umzug der Regierung, des sogenannten «Inneren Standes». Der Innere Stand bildete sich aus dem Grossen Rat («die Burger»), dem Kleinen Rat und den Beamten. Diese zogen in festlicher Bekleidung nach einem Gottesdienst im Berner Münster über die Plattform in das Berner Rathaus. Dort wurde verhandelt und anschliessend begab sich der ganze Innere Stand zur Stube (Zunfthaus) des neu gewählten Schultheissen. Am Nachmittag begann der Umzug des «Äusseren Standes», einer Art vormodernes Jugendparlament. Der Äussere Stand war eine Scheinregierung, welche den jungen Burgern dazu diente, sich zum „Staatsmann“ auszubilden. Dieser Umzug zog durch die Stadt und wurde von Figuren begleitet, welche bereits bei den Fasnachtsfeierlichkeiten eine Rolle gespielt hatten. So zogen der Bär oder Bärenhautträger, die drei Bundesbrüder, die Harnischmänner, Wilhelm Tell und Gessler, die Musikanten, der „Gesundheitstrinker“ sowie der Mieschmann (Wilder Mann) durch die Stadt. Als neue und wichtige Figur trat am Ostermontagsumzug der „Urispiegel“ (eigentlich Hurispiegel) auf. Dieser ist aus dem Wappentier des Äusseren Standes entstanden. Der Äussere Stand wählte ursprünglich wegen des Nachäffens des Inneren Standes einen Affen als Wappentier. 1714 erhielt dann der Affe einen Dolch, 1720 einen Jupe nach damaliger französischer Mode. Mit diesen Ergänzungen vollzog sich der allmähliche Übergang zum Urispiegel. Die Figur des Urispiegels karikierte die damals herrschende Frauenmode. Die oft anstössige Kleidung des Urispiegels wurde von einer „Affenkommission“ beschlossen. Der Urispiegel war eine der Hauptattraktionen der Osterumzüge – eine eindrückliche Figur, über die noch Wochen nach dem Umzug in Berns Gassen und auf dem Lande getratscht wurde. Schon die Vermutung, wem diese oder jene Anspielung gegolten habe, bot genug Gesprächsstoff. Mit dem Untergang des Ancien Régime im Jahr 1798 wurde auch die Tradition des Osterumzugs unterbrochen, 1806 lebte der Brauch kurz wieder auf und wurde weiter gepflegt. Im 19. Jahrhundert schätzte das offizielle Bern die Ostermontagsfeiern ausserordentlich, während es die Fasnacht verwarf. Die letzten Osterumzüge fanden 1863 und 1879 statt.

### Datum
Ursprünglich wurde der Abend vor der Fastenzeit als Fasnacht bezeichnet. Die Fastenzeit begann vierzig Tage und Nächte vor Ostern (Quadragesima). Das Datum dieser Bauernfasnacht wurde 1091 an der Synode von Benevent im Zuge der Gregorianischen Reformen verändert, indem die Sonntage bei der Fastenzeit nicht mehr angerechnet wurden. So verschob sich der Beginn der Pfaffen- oder Herrenfasnacht um sechs Tage vor das alte Datum. Heute beginnt die Fastenzeit mit dem Aschermittwoch, der 46 Tage vor Ostern angesetzt ist. In diplomatischer Art wird die neue Bärner Fasnacht zwischen diesen früher oft umstrittenen Daten gefeiert; in Basel gilt das alte Datum der Bauernfasnacht, in Luzern das neuere Datum der Pfaffen- oder Herrenfasnacht.